# Quatuor Coronati
Quatuor Coronati № 2076 (латинское название означает Четыре увенчанных мученика) — первая исследовательская масонская ложа, которая была создана для изучения масонской истории, документов, символизма и ритуалов. Ложа была основана в Лондоне в 1886 году. Встречи ложи проходят в Freemasons Hall на Грэт Куин стрит.

## Название
Название ложи взято из поэмы «Региус» (строки 497—534). Это стихотворение впервые упоминается около 1390 года, и является одним из старейших масонских документов.

## История
Девять масонов: Чарльз Уоррен, Уильям Гарри Риленд, Роберт Фрик Гулд, Адольфус Фредерик Александр Вудфорд, Уолтер Безант, Джон Пол Риленд, майор Сиссон Купер Пратт, Уильям Джеймс Хьюан, и Джордж Уильям Спета, недовольные тем, как история масонства была изложена в прошлом, основали ложу получив учредительный ордер в 1884 году. Из-за отсутствия досточтимого мастера, сэра Чарльза Уоррена, который находился с дипломатической миссией в Южной Африке, ложа была официально открыта лишь через два года, в 1886 году.
Члены ложи настаивали на использовании подхода на основе фактических данных для исследования масонской истории. Таким образом, их подход был новым и необычным, и они считали, что результаты должны заменить творческие труды ранних авторов по истории масонства. Это стало началом того, что впоследствии стали называть аутентичной школой масонских исследований.
В дополнение к ежеквартальным заседаниям, где зачитываются присланные документы, выносятся на обсуждение вопросы. Ложа принимает членов со всего мира через соответствующую круговую переписку. Её книга работ называется «Искусство Четверых Коронованных» (Ars Quatuor Coronatorum) (которая включает в себя работы, написанные в ложе), и которая публикуется каждый год с 1886 года.
Большинство исследований ложи имеют некоторый тип работ, или даже просто информационный бюллетень, который регулярно публикуется.